# سلول‌های گانگلیونی شبکیه

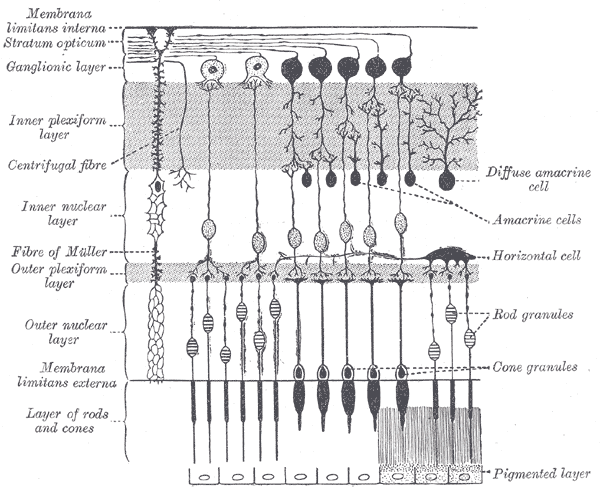

سلول گانگلیون شبکیه (RGC) یک نوع نورون در نزدیکی سطح داخلی (لایه سلولیگانگلیون) از شبکیه چشم قرار دارد. وظیفهٔ آن دریافت اطلاعات بصری از گیرنده از طریق دو نوع نورون واسط است: سلول‌های دوقطبی و سلول amacrine. سلول amacrine، مخصوصاً سلول‌های با میدان باریک‌تر، بسیار مهم هستند برای ایجاد ارتبا همراه با سلول‌های گانگلیونی و باعث می‌شوند که سلول‌های گانگلیونی کوچک‌ترین نقاط متحرک در دورترین فاصله‌ها را تشخیص دهند.
سلول‌های گانگلیونی شبکیه در مجموع موجب انتقال تصویر-تشکیل شده و اطلاعات غیر بصری از شبکیه چشم، به شکل پتانسیل عمل به مناطق مختلف در تالاموس، هیپوتالاموسو mesencephalonیا مغز میانی می‌شود.
سلول‌های گانگلیونی شبکیه به‌طور قابل توجهی از نظر اندازه و اتصالات و پاسخ به تحریکات بصری متفاوت هستنداما همه آن‌ها یک آکسون دارند که به وسیلهٔ آن اطلاعات را به مغز می‌رسانند. این آکسون تشکیل عصب بیناییبا optic chiasm، مسیر نوری را می‌دهد.
درصد کمی از سلول‌های گانگلیونی شبکیه در بینایی کمک می‌کنند یا برای بینایی نیستند اما همهٔ آن‌ها به نور حساس هستند:آکسون تشکیل مسیر retinohypothalamic به ریتم شبانه‌روزی و رفلکس نوریمردمک و تغییر اندازه مردمک کمک می‌کند.
شش نوع از سلول‌های عصبی شبکیه وجود دارند: سلول‌های دو قطبی، سلولهای گانگلیون، سلول‌های افقی سلول‌هایamacrine و سلول‌های استوانه‌ای و مخروطی.

## عملکرد
حدود ۰٫۷ تا ۱٫۵ میلیون سلول‌های گانگلیونی در شبکیه چشم انسان دارد. حدود ۴٫۶ میلیون سلول‌های مخروطی و ۹۲ میلیون سلول استوانه‌ای یا ۹۶٫۶ میلیون گیرنده در شبکیه چشم وجود دارد. به‌طور متوسط هر سلول گانگلیون شبکیه از حدود ۱۰۰ استوانه و مخروط پیام دریافت می‌کند. این اعداد تا حد زیادی در افراد مختلف متفاوت است. در فووه آ (مرکز شبکیه چشم) یک سلول گانگلیون با پنج گیرنده در ارتباط است. در حاشیه شبکیه یک سلول گانگلیون از هزاران بسیاری از گیرنده‌ها اطلاعات را دریافت می‌کند.
سلول‌های گانگلیونی شبکیه همزمان درحالی که پتانسیل ایجاد می‌کنند، خودشان در حالت پتانسیل استراحت هستند. تحریک سلول‌های گانگلیونی شبکیه منجر به افزایش پتانسیل می‌شوددر حالی که مهار نتایج موجب کاهش پتانسیل ایجاد شده می‌شود.

## انواع
سه گروه از سلول‌های گانگلیونی وجود دارد:
- W- سلول گانگلیون - ۴۰ درصد از مجموع کوچک‌تر است گسترده‌ای در زمینه شبکیه چشم تحریک پذیری اش از سلول‌های استوانه‌ای است و تشخیص جهت حرکت در هر نقطه در این زمینه است.
- X-گانگلیون - قطر متوسط ۵۵ درصد از کل میدان کوچک، دید رنگ. پاسخ پایدار.
- Y - سلول‌های گانگلیونی - بزرگترین ۵٪ و پاسخ بسیار گستردهٔ دندرتیک زمینه به حرکت سریع چشم یا تغییر سریع در شدت نور. پاسخ گذرا.

بر اساس پیش‌بینی‌ها حداقل پنج دسته اصلی از سلول‌های گانگلیونی شبکیه وجود دارد:
- ریز اندام همراه (Parvocellular یا P مسیر؛ P سلول)
- سایبان همراه (Magnocellular یا M مسیر؛ M سلول)
- Bistratified همراه (Koniocellular یا K مسیر)
- نور سلول‌های گانگلیونی
- دیگر سلول‌های گانگلیونی طرح به superior colliculus برای حرکات چشم (saccades)

## فیزیولوژی
بیشتر سلول‌های گانگلیونی کامل، قادر به ایجاد پتانسیل‌های عمل در فرکانس بالا هستندبه دلیل عمل خد در Kv3 کانال‌های پتاسیم.

## زیست‌شناسی تکاملی
در زیر یک خلاصه سریع بیان شده‌است. برای یک منبع مرجع، لطفاً مشورت شود دربارهٔ موضوع «اتصال شبکیه به مغز» ارسکین et al. و "شبکیه آکسون رشد در Optic Chiasm" توسط Petros TJ et al. اکثر اطلاعات مشخص شده در زیر از این دو بررسی عالی منشأ گرفته‌اند.

### رشد شبکیه: آغاز
https://fa.wikipedia.org/w/Retinal_ganglion_cell#cite_note-:1-12سلولهای گانگلیونی شبکیه (RGCs) متولد می‌شوند در روز 11 (E11) جنینی و پعد از -natals (PN) تولد در روز صفر (PN0) در موش و بین هفته ۵ و هفته ۱۸ در دوران جنینی در انسان توسعه می‌یابند. در پستانداران RGCs به‌طور معمول در ابتدا در پشتی مرکزی از قسمت‌هایی از جام نوری که در مرکز چشم قرار دارد شروع به رشد می‌کنند. سپس RC به صورت محیطی رشد می‌کنند و از الگوی خاص پیروی می‌کنند.
e

### رشد درون شبکیه لایهٔ سلول گانگلیون (فیبر نوری)
G

## میلینی شدن
در بسیاری از پستانداران، آکسون سلول‌های گانگلیونی شبکیه myelinated نیستند که آن‌ها از طریق شبکیه چشم عبور می‌کنند. با این حال بخش‌هایی از آکسون که فراتر از شبکیه چشم قرار دارد، در حال myelinated شدن است. این الگوی myelination به صورت عملکردی توجیه می‌کند نسبت بالای کدورت میلین—myelinated آکسون عبوری بر روی شبکیه چشم را که باعث جذب برخی از نورهای رسیده به شبکیه می‌شود و موجب کاهش کیفیت دید می‌شود. بعضی بیماری‌های چشم در انسان وجود دارد که در آن این اتفاق رخ می‌دهد. در برخی از مهره داران به عنوان مثال مرغ آکسون سلول‌های گانگلیون myelinated می‌شوند در داخل شبکیه چشم.